# 曼徹斯特都會大學
曼徹斯特城市大學（英語：Manchester Metropolitan University）是一所位於英格蘭曼徹斯特的研究型大學，其歷史可追溯至1824年建立的曼徹斯特機械學院。

## 历史

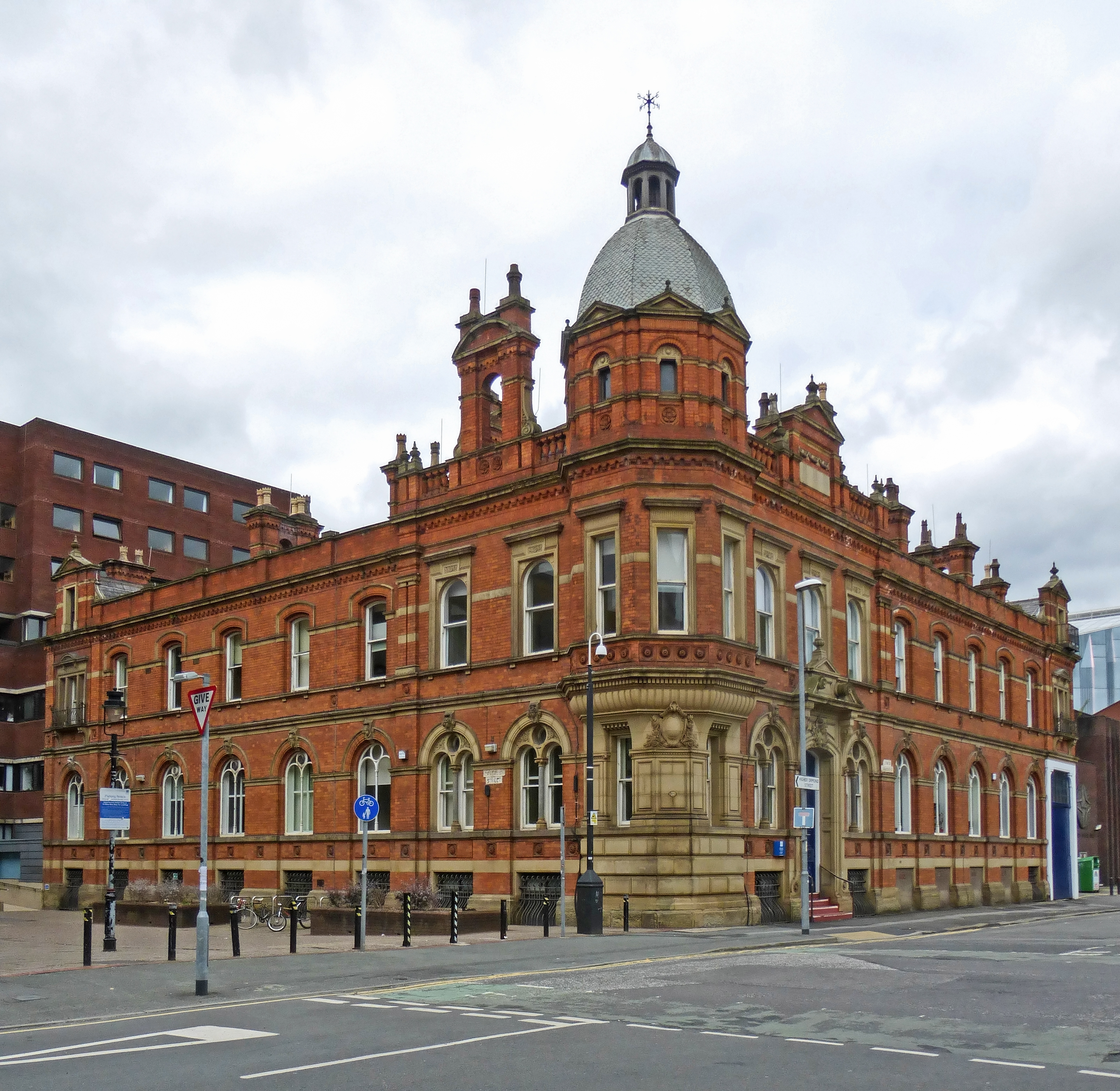
該大學的奧蒙德大樓

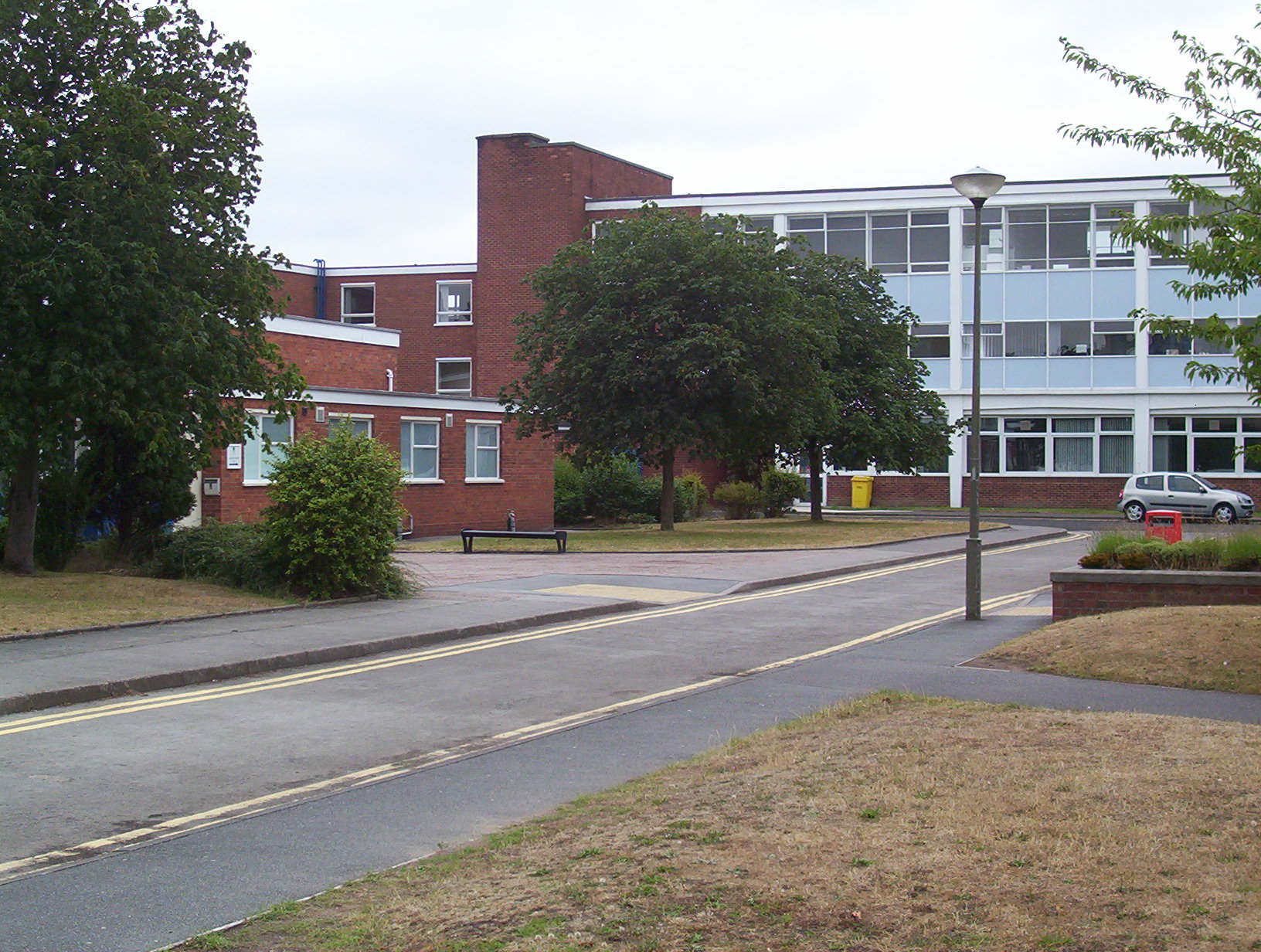
Alsager校區的建築物

20世紀末期30多年來，曼徹斯特城市大學經歷學院的整併，有些學院建立於19世紀。合併計畫始自1970年1月1日，當時曼徹斯特專科學校由曼徹斯特藝術與設計學院、曼徹斯特商業學院以及John Dalton技術學院所組成。1977年1月1日，專科學校和Didsbury教育學院、Hollings學院合併，1983年1月1日再加入曼徹斯特高等城市學院。
專科學院原本是具有主權的機構，1989年4月1日起基於1988年教育改革法案轉變成法人組織。隨後又因1992年進修與高等教育法升格為大學，正式名稱是曼徹斯特城市大學。新校名於1992年9月15日由英國樞密院通過。
學校規模此時依然持續擴張，1992年10月2日納入Crewe and Alsager 高等教育學院，2003年曼徹斯特物療學院成為社會照護與健康學院。至於Alsager原校址已關閉，土地亦全部出售，所得均作為Crewe新校之發展基金。

## 學術聲譽
2011年UCAS數據顯示當年該大學共收到58,752份申請，其中9,083份得到批准。學生總數在三萬五千人左右。《完全大學指南》顯示其學生男女比例為42:58。
畢業後該校大約0.5%的學生獲得一等學位，35%獲得二等一級學位，5%獲得2等二級，55%獲得三等。

### 研究
城市大學現有下列學院：
- 藝術、視覺藝術與設計學院
- Hollings學院
- 人類學、法律與社會科學院
- 理學與工學院
- 曼徹斯特都會大學商學院
- MMU Cheshire

## 外部連結
- Manchester Metropolitan University website （页面存档备份，存于）
- MMU summary （页面存档备份，存于） from Study Overseas Ltd., a consultancy funded by universities
- MMU summary and statistics[] from The Times
- MMU Student's Union
- The Business Information Technology Students Society